# Expressió gènica
En genètica clàssica l'expressió genètica o expressió gènica consisteix en el fet que una característica del genotip es manifesti en el fenotip.

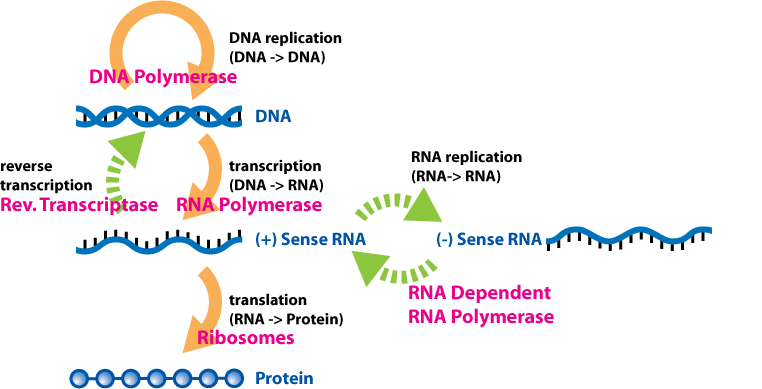
Esquema del Dogma Central estès de la Biologia Molecular. Inclou tots els processos cel·lulars envoltats en el flux d'informació genètica

## Visió simplificada
En genètica molecular l'expressió genètica es refereix al procés pel qual a partir d'un gen se sintetitza el producte gènic corresponent, normalment una proteïna.
En tots els organismes el contingut de l'ADN de totes les seves cèl·lules (excepte en els gàmetes) és essencialment idèntic. Això vol dir que contenen tota la informació necessària per a la síntesi de totes les proteïnes. Però no tots els gens s'expressen al mateix temps ni en totes les cèl·lules.
Exceptuant als gens constitutius (gens que s'expressen en totes les cèl·lules de l'organisme i codifiquen proteïnes que són essencials per al seu funcionament general) tots els altres gens s'expressen o no, depenent de la funció de la cèl·lula en un teixit particular. Per exemple, gens que codifiquen proteïnes responsables del transport axonal s'expressen en neurones però no en limfòcits on s'expressen gens responsables de la resposta immune. També hi ha especificitat temporal, això vol dir que els diferents gens en una cèl·lula s'«encenen» o s'«apaguen» en diferents moments de la vida d'un organisme. A més, la regulació dels gens varia segons les funcions d'aquests.

## Visió ampliada
L'expressió gènica és el procés mitjançant el qual s'utilitza informació d'un gen en la síntesi d'un producte gènic funcional. Aquests productes solen ser proteïnes, però en gens que no codifiquen proteïnes, com ara l'ARN de transferència (ARNt) o petits gens d'ARN nuclear (snRNA), el producte és un ARN funcional. L'expressió gènica es resumeix en el dogma central formulat per Francis Crick el 1958, desenvolupat més endavant en el seu article de 1970, i expandit pels posteriors descobriments de transcripció inversa i replicació de l'ARN.
El procés d'expressió gènica és utilitzat per totes les vides conegudes —eucariotes (inclosos organismes pluricel·lulars), procariotes (bacteris i arqueus) i utilitzats per virus— per generar la maquinària macromolecular per a la vida.
En genètica, l'expressió gènica és el nivell més fonamental al qual el genotip dona lloc al fenotip, és a dir, un tret observable. La informació genètica emmagatzemada en l'ADN representa el genotip, mentre que el fenotip resulta de la "interpretació" d'aquesta informació. Aquests fenotips sovint s'expressen mitjançant la síntesi de proteïnes que controlen l'estructura i el desenvolupament de l'organisme o que actuen com a enzims catalitzadors de vies metabòliques específiques.
Tots els passos del procés d'expressió gènica poden ser modulats (regulats), incloent la transcripció, l'empalmament de l'ARN, la traducció i la modificació post-traduccional d'una proteïna. La regulació de l'expressió gènica proporciona control sobre el temps, la ubicació i la quantitat d'un determinat producte gènic (proteïna o ncARN) present en una cèl·lula i pot tenir un efecte profund sobre l'estructura i la funció cel·lulars. La regulació de l'expressió gènica és la base per a la diferenciació, desenvolupament, morfogènesi cel·lular i la versatilitat i adaptabilitat de qualsevol organisme. Per tant, la regulació gènica pot servir de substrat al canvi evolutiu.

## Mecanisme

### Remodelació de la Cromatina
Partint des d'un estat condensat de l'ADN, el cromosoma. Cal d'arribar a un estat on l'ADN estigui exposat i habilitat físicament per a la seva lectura i descodificació. Per a aquest procés cal la distensió dels nucleosomes i que l'ADN estigui desembolicat.

El procés de transcripció és a càrrec de l'ARN polimerasa (RNAP), que utilitza l'ADN (negre) com a plantilla i produeix RNA (blau).

### Transcripció
El gen en si mateix és típicament un tram d'ADN i no realitza un paper actiu. La producció de còpies d'ARN missatger (ARNm) a partir d'ADN s'anomena transcripció, i es porta a terme per l'ARN polimerasa, que afegeix un nucleòtid d'ARN cada vegada que actua, a una cadena creixent d'ARN. Aquest ARN és complementari als nucleòtids d'ADN que es transcriuen, és a dir, si hi ha una timina (T) en l'ADN una Adenina (A) s'afegirà a l'ARN. No obstant això, si hi ha una A en la cadena d'ADN en l'ARN s'inserirà la base nitrogenada uracil (U) en lloc de T. Per tant, en l'ARNm complementari de la cadena d'ADN "TAC" es transcriu com "AUG".

### El processament de l'ARN
La transcripció de gens que codifiquen proteïnes crea un transcrit primari d'ARN en el lloc on es troba el gen. Aquest pot ser alterat abans de ser traduït, això és particularment comú en les cèl·lules eucariotes. El processament de l'ARN més comú és l'empalmament per eliminar els introns. Els introns són segments d'ARN que no es troben en l'ARN madur, tot i que poden funcionar com a precursors, per exemple, per ncARNs, que són ARN que realitzen la modificació directa dels nucleòtids en un altre ARNs. Els introns són comuns en els gens eucariotes, però rars en els procariotes.
De la mateixa manera, es porta a terme l'addició de la caputxa 5 ', una metil-guanina. I una cua poli-A, una sèrie d'adenines afegides a la fi del missatger per protegir-lo de la degradació en el citoplasma.
El processament de l'ARN extens pot ser un avantatge evolutiu possible pel nucli dels eucariotes. En els procariotes la transcripció i la traducció (veure a baix) succeeixen ensems, mentre que en els eucariotes l'embolcall nuclear separa els dos processos que donen temps perquè el processament de l'ARN es produeixi.

Il·lustració d'exons i introns en pre-mRNA i la formació de mRNA madur per tall i unió. Els UTR (en verd) són parts no codificants d'exons als acabaments del mRNA.

### Maduració de l'ARN no codificant
En la majoria dels organismes els gens no codificants (ncARN) es transcriuen com a precursors per sotmetre's a una transformació posterior. En el cas de l'ARN ribosòmic (rARN), sovint es transcriuen com un pre-rARN que conté un o més rARN, la cadena de pre-rARN es trenca, amb modificacions (2'-O-metilació i la formació de pseudouridina) a llocs específics del nuclèol, aproximadament 150 diferents espècies restringides de petites d'ARN restringides al nucli, anomenades (snoARNs). Els snoARNs s'associen amb proteïnes, formant snoPRNs. Mentre que la part snoRNA emparella la base amb l'ARN objectiu i, per tant, posiciona la modificació en un lloc precís, la part proteïna realitza la reacció catalítica 
En els eucariotes, en particular, un snoPRN, anomenat RNasa-MRP trenca el pre-rRNA de 45S en rRNA de 28S, 5,8 S, i 18S. L'ARNr i els factors de processament de l'ARN formen grans agregats albergats en el nuclèol.
En el cas d'ARN de transferència (tRNA), per exemple, la seqüència 5 's'elimina per la RNasa P, mentre que l'extrem 3' s'elimina per l'enzim Z tRNase. En el cas de micro ARN (miARN), els miARNs es transcriuen primer com transcripcions de primària o pri-miARN amb un cap i cua poli-A i processats curtament com, 70-mare de nucleòtids, estructures de bucle conegudes com a pre-miARN en el nucli cel·lular pels enzims Drosha i Pasha, després de ser exportats, és després processada per madurar els miRNAs en el citoplasma per la interacció amb l'endonucleasa Dicer, que també s'inicia la formació de l'RNA-induït silenciant el complex (RISC), integrada per la proteïna Argonauta.

### L'exportació d'ARN
En els eucariotes més madurs l'ARN ha de ser exportat del nucli al citoplasma. Tot i que algunes funcions d'ARN en s'exerceixen en el nucli, moltes molècules d'ARN són transportades a través dels porus nuclears i en el citosol. En particular, això inclou tots els tipus d'ARN que participen en la síntesi de proteïnes. En alguns casos l'ARN és a més transportat a una part específica del citoplasma, com la sinapsi, que són després arrossegats per les proteïnes motores a través de proteïnes que s'uneixen a seqüències específiques de vinculador (anomenats "codis postals") en l'ARN.

### Traducció
La síntesi de proteïnes consta de dues etapes: la traducció de l'ARN missatger, mitjançant el qual els aminoàcids arriben al ribosoma sobre ARN de transferència d'aminoàcids, on s'uneixen formant un polipèptid segons la seqüència de nucleòtids de l'ARN missatger. La segona etapa consta de modificacions postraducció que pateixen els polipèptids fins a aconseguir el seu estat funcional o conformació nativa.

## Regulació
La regulació genètica comprèn tots aquells processos que afecten l'acció d'un gen a nivell de traducció o transcripció, regulant els seus productes finals.
Aquests processos inclouen: alteració de la cromatina, modificacions de les histones, metilacions del DNA, etc.
Per a fins biotecnològics, es pot interactuar amb aquests processos reguladors i alterar l'expressió de certs gens.